# 瘧原蟲
瘧原蟲屬（Plasmodium）統稱瘧原蟲，是一類單細胞、寄生性的囊泡蟲，寄生于人和多种动物的网状内皮细胞及红细胞内。本屬生物中有五種瘧原蟲會使人類感染瘧疾，包括惡性瘧原蟲（Plasmodium falciparum）、三日瘧原蟲（Plasmodium malariae）、卵形瘧原蟲（Plasmodium ovale）及間日瘧原蟲（Plasmodium vivax）、 諾氏瘧原蟲（Plasmodium knowlesi）。而其他種類的瘧原蟲會感染它種動物，包括其他靈長目動物、囓齒目動物、鳥類及爬蟲類。

## 發現史
瘧原蟲的發現者是法國人查爾斯·路易士·阿馮斯·拉韋朗。1880年，當他在阿爾及利亞擔任外科醫生時，注意到瘧疾病人的紅血球裡有一種微生物存在，他堅信這個微生物（即瘧原蟲）就是引起瘧疾的病原；這是首次發現原生動物會引起人類疾病。他因此發現及其他關於原生動物致病的研究獲得1907年的諾貝爾生理學或醫學獎。
英國內科醫生羅納德·羅斯爵士（1857-1932），在1897年擔任英國駐印度軍醫期間發現了寄生在瘧蚊胃中的瘧原蟲。因為他發現了瘧原蟲的傳染途徑，他獲得了1902年的諾貝爾生理學或醫學獎。而發現瘧蚊是唯一可傳播瘧原蟲的蚊子的人是義大利動物學家喬凡尼·巴蒂斯塔·格拉西（Giovanni Battista Grassi）。

## 基本構造
瘧原蟲的基本構造和一般的原生生物一樣，爲細胞核、細胞質和細胞膜。環狀體（trophozoite，主要發育期第一階段）以後各期還含有瘧原蟲消化分解血紅蛋白後的産物，瘧色素（malarial pigment）。
使用姬姆薩染劑（Giemsa's Stain）或瑞氏染劑（Wright's stain）染色後，核呈紫紅色，胞質爲深藍色，瘧色素呈棕或黑褐色。這也是血液檢驗中檢驗瘧原蟲的方法之一。瘧原蟲寄生在紅血球內時，會造成紅血球變形。不同種類的瘧原蟲會使紅血球呈現不同的形狀（也是辨別瘧原蟲種類的重要方法之一）：
- 被間日瘧原蟲寄生的紅血球會變大，顔色變淺，後期出現微小的紅色薛氏點（Schüffner's dots）
- 被卵形瘧原蟲寄生的紅血球會變大，顔色變淺，有明顯粗大的紅色薛氏點
- 被惡性瘧原蟲寄生的紅血球會有粗大的紫褐色茂氏點（Maurer's dots）
- 被三日瘧原蟲寄生的紅血球會有微小紅色的齊氏點（Ziemann's dots）

## 生活史
瘧原蟲的生活史非常複雜。各種類的生活史基本相同，都需要人和瘧蚊兩個宿主。大體來說，在人體內瘧原蟲行無性生殖；在蚊子體內行有性生殖。

### 在人體內的發育
必須經過兩個時期，在肝細胞內發育的紅血球外期及在紅血球內發育的紅血球內期。

#### 在人體中的三種型態
- 滋養體（trophozoite，或稱活動體、營養體）

瘧原蟲進入紅血球後的型態，主要的目的是生長及攝食。滋養體的瘧原蟲以血紅蛋白為食；牠們以半胱氨酸蛋白酶（plasmepsin enzymes）消化血红蛋白。滋養體早期細胞核小，細胞質少，蟲體多呈環狀，故又稱之為「環狀體」（ring form）。接著，隨著蟲體的成長細胞核增大，細胞質增多，有時還會伸出偽足，且細胞內開始出現瘧色素。
- 裂殖體（schizont）

滋養體成熟後，瘧原蟲的細胞核開始不斷的分裂。此階段稱為裂殖體。分裂到最後，細胞質也會分裂，每個核形成一個單獨的小細胞，稱為裂殖子（merozoite）。
- 配子體（gametocyte）

瘧原蟲經過數次裂殖體的階段後，一部分的裂殖子會侵入紅血球中發育。牠們的細胞核不再分裂，反而增大；細胞質增多，步伸出僞足。最後會發育成爲配子體。配子體的形狀從圓形到新月形不等，且有雌雄之分。雌體較大，雄體較小。

#### 紅血球外期
紅血球外期（exo-erythrocytic cycle），簡稱紅外期，指的是瘧原蟲尚未進入紅血球前的階段
1. 瘧原蟲的成熟孢子（sporozoite，或稱芽孢）隨雌瘧蚊的叮咬進入人體的血液循環
2. 在約30分鐘內進入肝細胞，開始進行無性分裂生殖，並一邊攝取肝細胞內的養分發育
  1. 卵形瘧原蟲與間日瘧原蟲會產生一些休眠的瘧原蟲，稱為潛隱子（hypnozoite，或稱休眠子），經過一段時間後才再度活化。這被認為與卵形瘧和間日瘧的復發有關 （页面存档备份，存于）。
3. 瘧原蟲不斷進行分裂生殖，最後產生紅外期的裂殖體
4. 被感染的肝細胞破裂，裂殖體釋放出裂殖子

#### 紅血球內期
紅血球內期（erythrocytic cycle），簡稱紅內期，指的是瘧原蟲已進入紅血球的階段
1. 被感染的肝細胞破裂後，裂殖子進入血液中
2. 侵入紅血球，形成滋養體，攝食吸收養分，生長發育，開始分裂生殖
3. 不斷分裂生殖，形成紅內期的裂殖體
4. 被感染紅血球破裂，釋放裂殖子
5. 不斷重複前述步驟，最後有部分裂殖子發育為雌雄配子體

### 在瘧蚊體內的發育
1. 瘧蚊經由吸取病人或帶原者血液，使血液中的各型態原蟲進入蚊子體內；但只有配子體會繼續發育
2. 在蚊的胃內，雌、雄配子體發育成為雌、雄配子
3. 較小的雄配子鑽進較大的雌配子內，形成合子
4. 合子會繼續伸長，而且能動，稱為動合子（ookinete）
5. 動合子最後穿破胃壁，在胃的彈性纖維膜下形成圓球形的卵囊（oocyst）
6. 卵囊中進行孢子繁殖(無性)，接著破裂，釋放出瘧蚊蟲的孢子

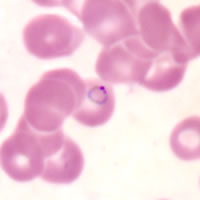
惡性瘧原蟲的環狀體
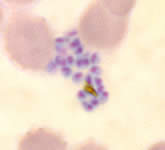
惡性瘧原蟲的裂殖子
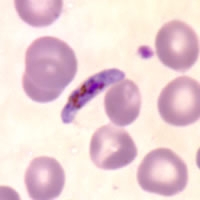
惡性瘧原蟲的配子體

## 分類
目前紀錄種約100餘種。以下僅介紹較常見的種類：

### 宿主為人
- 惡性瘧原蟲 Plasmodium falciparum Welch, 1897，又稱熱帶瘧原蟲，惡性瘧的病原
- 三日瘧原蟲 Plasmodium malariae ，三日瘧的病原
- 卵形疟原虫 Plasmodium ovale ，或稱蛋形瘧原蟲，卵形瘧的病原
- 間日瘧原蟲 Plasmodium vivax ，間日瘧的病原

### 宿主為人以外的靈長類
- 巴西瘧原蟲 Plasmodium brasilianum
- 食蟹猴瘧原蟲 Plasmodium cynomolgi
- Plasmodium sandoshami [2]
- 許氏瘧原蟲 Plasmodium schwetzi
- 猿瘧原蟲 Plasmodium simium ，或稱吼猴瘧原蟲

### 宿主為鼠
- 伯氏瘧原蟲 Plasmodium berghei
- 夏氏瘧原蟲 Plasmodium chabaudi
- Plasmodium fieldi ，寄生豚尾猕猴[3]
- 約氏瘧原蟲 Plasmodium yoelii

### 宿主為鳥
- 雞瘧原蟲 Plasmodium gallinaceum
- 殘瘧原蟲 Plasmodium relictum (Grassi & Feletti, 1891)[4]
- 似联核疟原虫 Plasmodium (Novyella) parajuxtanucleare ，寄生在灰胸竹鸡（Bambusicola thoracica）[5]
- 江氏疟原虫 Plasmo-dium(Novyella)Jiangi ，寄生在红耳鹎Pycnonotus iocosus[6]

### 其他
- Plasmodium carmelinoi Lainson, Franco & da Matta, 2010
- Plasmodium homopolare Walther, Valkiūnas, Gonzalez, Matta, Ricklefs, Cornel & Sehgal, 2014
- Plasmodium intabazwe van As, Cook, Netherlands & Smit, 2016
- Plasmodium kentropyxi R.Lainson, Ilan Paperna & Irène Landau, 2001
- Plasmodium lomamiensis Liu, Sherrill-Mix, Learn, Scully, Li, Avitto, Loy, Lauder, Sundararaman, Plenderleith, Ndjango, Georgiev, Ahuka-Mundeke, Peeters, Bertolani, Dupain, Garai, Hart, Hart, Shaw, Sharp & Hahn, 2017
- Plasmodium unalis Mantilla, Gonzalez, Valkiūnas, Moncada & Matta, 2013

## 进化地位
疟原虫所属的顶复门是一大类高度特化，专营寄生生活的生物，多年来对疟原虫的起源及其发展过程尚不明了。直到2008年，Jan Janouškovec等人确认了其顶质体中遗传物质与一种红藻Chromera velia有着高同源性，最终于2019年得出了疟原虫的大致演化史。

## 參照
- 瘧疾
- 瘧蚊
- 原生生物

## 外部連結
- 寄生蟲學-protozoa(原蟲)-Plasmodium(瘧原蟲屬) （页面存档备份，存于）
- 不同種類瘧原蟲的辨識法(英文)
- 不同種類瘧原蟲的差異(長興縣疾病預防控制中心)[永久]
- 瘧原蟲的圖片(英文)
- 瘧原蟲生活史的動畫(英文) （页面存档备份，存于）